# William H. Hallahan
Pour les articles homonymes, voir Hallahan.
William Henry Hallahan, né le 12 décembre 1925 dans le quartier de Brooklyn à New York et mort le 21 août 2018 à Woodbury, dans le New Jersey, est un romancier américain de littérature populaire.

## Biographie
Diplômé en journalisme, il exerce un temps ce métier avant de se lancer dans l'écriture dans les années 1970, abordant divers genres populaires : roman policier, fantastique, roman d'horreur, roman d'espionnage.
Publié en 1977, le roman d'espionnage Attrapez-moi ! (Catch Me: Kill Me), qui remporte l'Edgar 1978, raconte l'enlèvement, en plein New York, du poète et réfugié politique Kollikoff par les Soviétiques. Alors que rien ne semble expliquer les motivations de ce rapt, la CIA charge l'ex-agent Brewer de récupérer l'écrivain.
William H. Hallahan a également publié des essais sur l'armée et l'histoire américaines.

## Œuvre

### Romans
- The Dead of Winter (1972)
- The Ross Forgery (1973)
- The Search for Joseph Tully (1974) Publié en français sous le titre Les Renaissance de Joseph Tully, traduit par Dominique Mols, Paris, Librairie des Champs-Élysées, Le Masque Fantastique no 21, 1979 ; réédition, Paris, Presses-Pocket no 9056, 1992
- Catch Me: Kill Me (1977) Publié en français sous le titre Attrapez-moi !, traduit par Michael Eichelberger, Paris, Librairie des Champs-Élysées, Le Masque no 1651, 1981
- Keeper of the Children (1978)
- The Trade (1981)
- The Monk (1982)
- Foxcatcher (1986)
- Tripletrap (1989)

### Nouvelles
- The New Tenant (1981), parue dans le recueil collectif Modern Masters of Horror

### Essais
- Misfire: The History of How America's Small Arms Have Failed Our Military (1994)
- The Day the American Revolution Began: 19 April 1775 (2000)

## Prix et distinctions
- Prix Edgar-Allan-Poe du meilleur roman policier 1978 pour Attrapez-moi ! (Catch Me: Kill Me!).

## Sources
- Jacques Baudou et Jean-Jacques Schleret, Le Vrai Visage du Masque, vol. 1, Paris, Futuropolis, 1984, 476 p. (OCLC 311506692), p. 235-236.